# Tchakabum
Tchakabum est un groupe brésilien de pagode baiano, originaire de Rio de Janeiro. Il est formé à l'origine par les frères Marcelo et Nem Menezes en tant que chanteurs et la danseuse Gracyanne Barbosa.

## Histoire
En 1999, les frères Marcelo et Nem Menezes, originaires de Rio de Janeiro, décident de créer un groupe qui mélange le pagode baiano et l'axé, encouragés par le succès des groupes de Bahia qui pratiquent ces rythmes, invitant la danseuse Gracyanne Barbosa à les rejoindre et nommant le projet Tchakabum. Le tube Tesouro de Pirata a un grand retentissement dans le monde entier grâce à l'influence de Kleber Bambam sur le premier BBB en 2002.
En 2005, Marcelo quitte Tchakabum après plusieurs disputes avec son frère et forme un nouveau groupe, Capitão Pirata. Le groupe continue avec seulement Nem comme chanteur et Gracyanne comme danseuse, mais finit par perdre le contrat avec le label et traverse une période de difficultés financières. En 2008, après que Capitão Pirata n'a pas eu le succès escompté, Marcelo revient à Tchakabum, mais Gracyanne décide de quitter le projet,, mécontente que le groupe n'ait pas sorti de chansons depuis quatre ans, et est remplacée par Jaqueline Farias et Elaine Costa,,. En 2009, Jaqueline quitte le groupe et est remplacée par Mariana Souza, qui reste jusqu'en 2010, date à laquelle le groupe prend fin.
Ils reviennent officiellement au Carnaval en 2016. Cette année-là, le groupe sort le tube Desce Sobe, qui atteint 500 000 vues de la chorégraphie et 600 000 joueurs dans le monde entier en quelques semaines. En 2019, ils sortent Passinho do Rá.
Au début de 2022, ils sortent le single Cavalona, en partenariat avec la chanteuse Gabily, un morceau qui mélange beats trap et pagode baiano,,. Toujours en 2022, le tube Tubarão Te Amo, de DJ LK, ramène Tchakabum dans les charts.

## Discographie

### Albums studio
- 1999 : Avião (Universal)
- 2001 : Capitão Tchaka (Universal)
- 2003 : Explosão

### Albums live
- 2002 : Ao Vivo (Universal)
- 2003 : Ensaio do Tchakabum (Radar)
- 2004 : Ao Vivo 2

### Singles
- 1999 : Avião
- 2000 : Quebra Galho
- 2001 : Tesouro de Pirata (Onda Onda)
- 2002 : Aninha na Praia
- 2002 : Chupeta de Trem
- 2002 : Dança da Mãozinha
- 2002 : Flutua
- 2003 : Lá Vai a Bomba
- 2004 : Explosão
- 2004 : Curupaco
- 2004 : De Balão
- 2004 : Quebra (sur Ao Vivo 2)
- 2005 : Mão na Cintura
- 2010 : "Dance Psy
- 2010 : Não Foge
- 2016 : Desce Sobe
- 2016 : Tudo Ela Faz de Shortinho
- 2016 : Ai que Calor
- 2018 : Lentamente
- 2018 : Joga Esse Bum (avec Psirico)
- 2018 : Mexe Subindo e Descendo
- 2018 : Passinho do Rá